# Widyń (gmina)
Widyń (bułg. Община Видин) – gmina w północno-zachodniej Bułgarii, w obwodzie Widyń.

## Miejscowości
Miejscowości wchodzące w skład gminy Widin:
- Akaciewo (bułg.: Акациево),
- Antimowo (bułg.: Антимово),
- Beła Rada (bułg.: Бела Рада),
- Bojnica (bułg.: Бойница),
- Botewo (bułg.: Ботево),
- Bukowec (bułg.: Буковец),
- Car Simeonowo (bułg.: Цар Симеоново),
- Dinkowica (bułg.: Динковица),
- Dołni Bosznjak (bułg.: Долни Бошняк),
- Drużba (bułg.: Дружба),
- Dunawci (bułg.: Дунавци),
- Gajtanci (bułg.: Гайтанци),
- Generał Marinowo (bułg.: Генерал Мариново),
- Gomotarci (bułg.: Гомотарци),
- Gradec (bułg.: Градец),
- Inowo (bułg.: Иново),
- Iwanowci (bułg.: Ивановци),
- Kalenik (bułg.: Каленик),
- Kapitanowci (bułg.: Капитановци),
- Koszawa (bułg.: Кошава),
- Kutowo (bułg.: Кутово),
- Major Uzunowo (bułg.: Майор Узуново),
- Nowosełci (bułg.: Новоселци),
- Peszakowo (bułg.: Пешаково),
- Płakuder (bułg.: Плакудер),
- Pokrajna (bułg.: Покрайна),
- Rupci (bułg.: Рупци),
- Sinagowci (bułg.: Синаговци),
- Słana bara (bułg.: Слана бара),
- Słanotryn (bułg.: Сланотрън),
- Tyrnjane (bułg.: Търняне),
- Widyń (bułg.: Видин) – siedziba gminy,
- Wojnica (bułg.: Войница),
- Wyrtop (bułg.: Въртоп),
- Żeglica (bułg.: Жеглица).